# Vicente Hernaiz
Hernáiz  Santamaría est un nom espagnol. Le premier nom de famille, en général paternel, est Hernáiz ; le second, en général maternel, souvent omis, est Santamaría.
Vicente Hernáiz Santamaría, né le 28 novembre 1998 à Arroyo de la Encomienda, est un coureur cycliste espagnol.

## Biographie
Vicente Hernáiz vient au cyclisme grâce à un ami de son père, cyclotouriste, qui l'incite à s'inscrire dans un club de vélo. Il réalise ses débuts dans l'école de cyclisme Juan Carlos Domínguez à Arroyo de la Encomienda, où il reste pendant quatre ans. Il intègre ensuite le club Tinlohi en catégorie cadets, puis court au sein des équipes de la Fundación Laciana et de la MMR Academy chez les juniors.
Il fait ses débuts espoirs en 2017 dans la structure madrilène Escribano Sport. Deux ans plus tard, il est recruté par le club basque Eiser-Hirumet. En 2020, il rejoint la réserve de l'équipe continentale Kometa-Xstra. Bon puncheur, il remporte le Trofeo San José et le classement du meilleur grimpeur au Tour de Zamora. Il se classe également troisième au classement final de la Coupe d'Espagne amateurs, grâce à diverses places d'honneur. 
En 2021, il prend notamment la troisième place du Tour de Cantabrie. Lors du Tour d'Italie espoirs, il termine neuvième de la deuxième étape, mais abandonne deux jours plus tard, en raison d'une fracture au coude droit consécutive à une chute. Au mois de septembre, il participe à quelques courses professionnelles en Italie avec l'équipe première Eolo-Kometa, en tant que stagiaire.
Non recruté par Eolo-Kometa, il devient cycliste professionnel en janvier 2022 au sein de la Manuela Fundación, qui évolue en troisième division. Il quitte cependant l'équipe dès le mois de mars en dénonçant le non-versement de son salaire. Vicente Hernáiz reprend alors une licence chez les amateurs au club galicien Vigo-Rías Baixas. Le 24 avril, il se classe deuxième du Mémorial Ángel Lozano, manche de la Coupe d'Espagne amateurs. Il parvient finalement à repasser professionnel dès le mois de juin en signant avec la formation portugaise Rádio Popular-Paredes-Boavista.

## Palmarès
- 2017
  - 3e étape du Challenge Montaña Central de Asturias Junior
- 2020
  - Trofeo San José
  - 3e du Mémorial Ángelo Lozano
  - 3e de la Coupe d'Espagne amateurs
- 2021
  - 2e du Mémorial Aitor Bugallo
  - 3e du Tour de Cantabrie
- 2022
  - 2e du Mémorial Ángel Lozano
- 2023
  - 2e du championnat d'Espagne du contre-la-montre amateurs